# Rebecca Ayoko
Rebecca Ayoko, née à Agogo autour de 1960, est un mannequin d'origine togolaise.

## Biographie
Ancienne égérie publicitaire pour Kodak, Rebecca Ayoko se rend à Paris en 1980. Remarquée par l'équipe d'Hachette Filipacchi, elle rencontre Régis Pagniez alors directeur de Lui et entre à l'agence de mannequins Glamour. Elle rencontre Yves Saint Laurent, pour lequel est l'un des premiers mannequins noirs à défiler au milieu des années 1980 ; pendant une décennie, « mannequin cabine », elle est également une star des défilés et est l’égérie de Saint Laurent. Après plusieurs années comme « reine du studio », Katoucha Niane prend sa place chez YSL.
En 2012, elle publie une autobiographie intitulée Quand les étoiles deviennent noires aux Éditions Jean-Claude Gawsewitch, dédiée à ses deux enfants.